# Мейсън Маунт
Мейсън Тони Маунт е английски професионален футболист, който играе като полузащитник за Манчестър Юнайтед и Англия. Продукт на школата на Челси, Маунт дебютира за клуба на 11 август 2019 г. и отбелязва своя първи гол на 18 август 2019 г. срещу Лестър Сити.

## Клубна кариера

### Челси

#### 2005 – 2017: Младежка кариера
Маунт е роден в Портсмут, Хампшър. Играе за 6-годишните в местните първенства още когато е на 4 години, и тренира веднъж седмично в школите на Портсмут, Саутхамптън и Челси. Маунт се присъединява към ФК Челси на 6 годишна възраст през 2005 г. Прави дебют за младежите през сезон 2013/14 и записва още няколко участия през сезон 2014/15. През следващите два сезона Маунт играе за младежите до 18 г. и до 21 г., като записва 10 гола в 30 мача. Подписва нов четиригодишен договор с клуба през юли 2017 година и е пратен под наем във Витесе.

#### 2017 – 2018: Наем във Витесе
Маунт се присъединява към холандския Витесе на 24 юли 2017 г. под наем за целия сезон. Записва дебюта си на 26 август, като смяна в 77-ата минута при загубата на Витесе с 2 – 1 срещу АЗ Алкмар. Започва като титуляр в мача от първи рунд за купата на Холандия срещу четвъртодивизионния Суифт, изигравайки пълни 90 минути. Маунт отбелязва първото си попадение за Витесе на 1 октомври при равенството 1 – 1 срещу Утрехт. Мейсън е включван няколко пъти в „Отбора на кръга в Ередивиси“ и е избран за „Играч на годината“ за отбора на Витесе.
В първия мач от плейофа за влизане в европейските клубни турнири срещу АДО Ден Хааг на 9 май 2018 г., Маунт отбелязва хеттрик като отборът печели с 5 – 3 като гост. Във втория мач Маунт отново бележи и Витесе продължават напред с общ резултат 7 – 3. Във финалния плейоф срещу Утрехт, Маунт открива резултата, но получва картон и бива наказан за следващия мач. Маунт записва 39 участия във всички турнири за Витесе, отбелязвайки 14 гола преди да се завърне в Челси.

#### 2018 – 2019: Наем в Дарби Каунти
Маунт се присъединява към отбора на Дарби Каунти на 17 юли 2018 г. под наем за целия сезон. Отбеляза изравнителното попадение при дебюта си за отбора на 3 август 2018 г. при победата с 2 – 1 над Рединг.

Маунт бива извън игра два месеца след като получава контузия в бедрото срещу Акрингтън в мач за ФА къп. Завръща се в игра при победата с 6 – 1 над Родъръм, като печели дузпа за своя отбор и по-късно бележи. Две седмици по-късно отбелязва хеттрик срещу Болтън, запазвайки шансовете на Дарби за промоция във Висшата лига.

#### 2019: Завръщане в Челси
На 15 юли 2019 г., Маунт подписва нов петгодишен с Челси. Записва дебюта си за първия тим на 11 август 2019 г. при загубата с 4 – 0 от Манчестър Юнайтед във Висшата лига. Отбелязва първия си гол на 18 август 2019 г. при дебюта на Франк Лампард като мениджър на клуба на Стамфорд Бридж срещу Лестър Сити. Маунт продължава головата си форма отбелязвайки във втори пореден мач с мощен изстрел срещу Норич Сити. На 17 септември 2019 г., Маунт получава контузия в глезена срещу Валенсия в мач от груповата фаза на Шампионска лига.

## Национална кариера

### Младежи
Маунт представлява Англия във всички младежки формации – до 16 г., до 17 г., до 18 г. и до 19 г. Маунт е част от отбора на Европейското първенство за младежи до 17 г. през 2016 г.
Маунт е част отбора на Англия за Европейското първенство за младежи до 19 г. Той асистира за победното попадение във финала срещу Португалия. Накрая е избран за „Златен играч“ на турнира.
На 27 май 2019 Маунт е включен в състава за Европейското първенство за младежи до 21 г.

### Мъже
След впечатляващия сезон във Витесе, Маунт е повикан от селекционера Гарет Саутгейт да тренира с отбора за седмица преди Световното първенство
през 2018 г. Бива повикан за мачовете с Хърватия и Испания от Лигата на нациите през октомври 2018 г.
Маунт прави дебюта си за мъжкия отбор на Англия на 7 септември 2019 г. като смяна в 67-ата минута при победата на Англия с 4 – 0 над България в мач от квалификациите на Европейското първенство през 2020 г.

## Отличия
Челси
- Младежка ФА Къп: 2015/16,[29] 2016 – 17[30]
- Младежка Шампионска лига: 2015/16[31]

Англия до 19 г.
- Европейско първенство за младежи: 2017[23]

Индивидуални
- Отбор на турнира (Европейско първенство за младежи до 19 г.): 2017[32]
- Златен играч (Европейско първенство за младежи до 19 г.): 2017[24]
- Ередивиси Талант на месеца: януари 2018[33]
- Златна топка[34]